# World Energy Council
Il World Energy Council  è un forum per la leadership del pensiero e il coinvolgimento tangibile con sede a Londra.
La sua missione è di: "Promuovere l'approvvigionamento e l'uso sostenibile dell'energia per il massimo beneficio di tutte le persone".
Dal luglio 2018 il World Energy Council ha 92 membri del comitato 2 nazioni come membri diretti

## World Energy Congresses
I congressi svolti a partire dal 1924:
1. Londra, 1924
2. Berlino, 1930
3. Washington, 1936
4. Londra, 1950
5. Vienna, 1956
6. Melbourne, 1962
7. Mosca, 1968
8. Bucarest, 1971
9. Detroit, 1974
10. Istanbul, 1977
11. Monaco, 1980
12. Nuova Delhi, 1983
13. Cannes, 1986
14. Montréal, 1989
15. Madrid, 1992
16. Tokyo, 1995
17. Houston, 1998
18. Buenos Aires, 2001
19. Sydney, 2004
20. Roma, 2007
21. Montréal, 2010
22. Taegu, 2013
23. Istanbul, 2016
24. Abu Dhabi, 2019

## I Segretari generali
- 1924 – 1928: Daniel Nicol Dunlop
- 1928 – 1966: Charles Gray
- 1966 – 1986: Eric Ruttley
- 1986 – 1998: Ian Lindsay
- 1998 – 2008: Gerald Doucet
- 2008 - 2009: Kieran O'Brian (acting)
- 2009 - oggi: Christoph Frei